# Agathomyia pulchella
Agathomyia pulchella is een vliegensoort uit de familie van de breedvoetvliegen (Platypezidae). De wetenschappelijke naam van de soort is voor het eerst geldig gepubliceerd in 1908 door Johnson.